# Гришко, Николай Николаевич
Никола́й Никола́евич Гришко (6 января 1901, Полтава, Российская империя — 3 января 1964, Киев, СССР) — украинский и советский учёный — генетик, ботаник, селекционер, академик АН УССР.

## Биография
Николай Николаевич Гришко родился в Полтаве 6 января 1901 года в семье потомственного военного. Рано потеряв мать, умершую от туберкулёза, Николай, так же как брат Борис и сестра Анфиса, воспитывался дедом по материнской линии. Отец, штабс-капитан, в то время служил во Владикавказе, поэтому Николай предпочёл учиться во Владикавказском военном корпусе, а не в Петровском Полтавском кадетском корпусе. Окончив в 1917 году кадетский корпус (скорее всего, не полный курс), Николай Николаевич поступает в гимназию, которую закачивает уже в следующем году. Начав учиться в Харьковском сельскохозяйственном институте, Николай Гришко вынужден был бросить учёбу из-за нехватки средств на обучение.
Лишь в 1923 году Николай Николаевич возобновил учёбу, но уже в Полтавском сельскохозяйственном институте. В мае 1925 года Николай Николаевич окончил институт с отличием и как один из самых талантливых выпускников был направлен для продолжения обучения на педагогический факультет Киевского сельскохозяйственного института.
В дальнейшем Николай Николаевич сочетал научную и педагогическую деятельность. Первоначально он преподавал генетику, селекцию, семеноводство и опытное дело в Майновском сельскохозяйственном техникуме на Черниговщине, затем в Сумском педагогическом институте, Черниговском, Глуховском и Киевском сельскохозяйственных институтах. Начиная с 1944 года начал преподавать в Киевском университете, где он читал курс генетики. В 1933 году Николай Николаевич Гришко опубликовал учебник «Курс общей генетики», а в 1938 году — «Курс генетики» (в соавторстве с Львом Николаевичем Делоне, профессором Харьковского сельскохозяйственного института). 
Николай Николаевич был первым ученым, который описал культурную флору северной лесостепи Украины, в частности зерновые и овощные культуры. На опытном поле он производил опыты над многими сортами пшеницы, картофеля и овса.

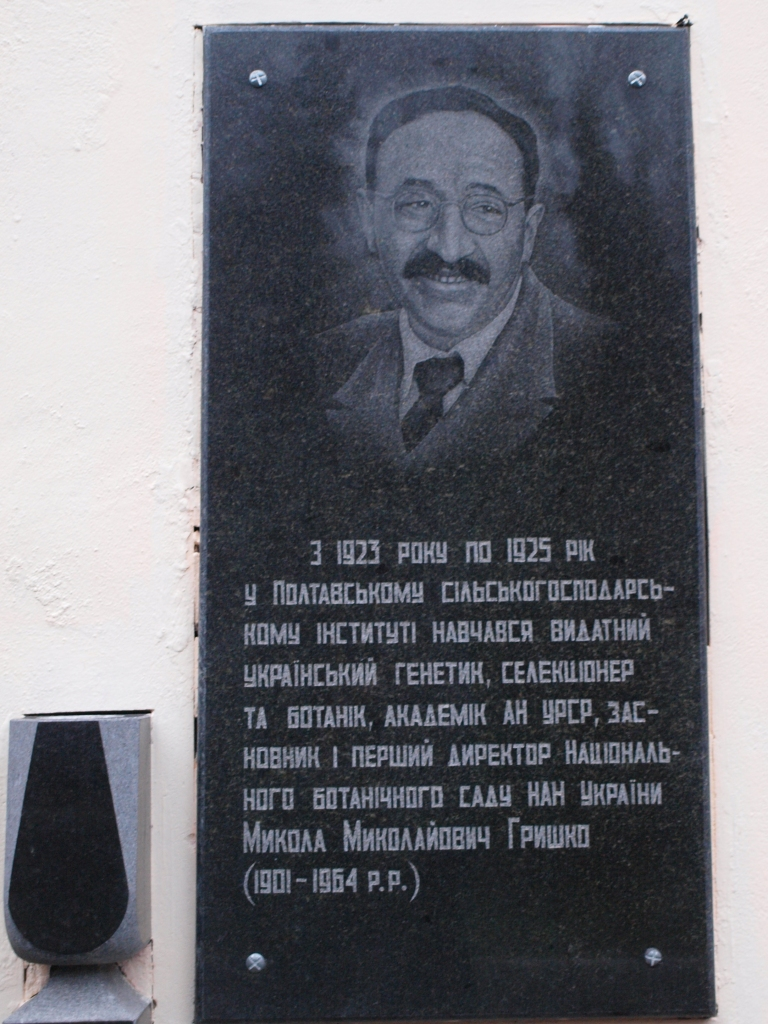
Памятная доска на здании Полтавской сельскохозяйственной академии

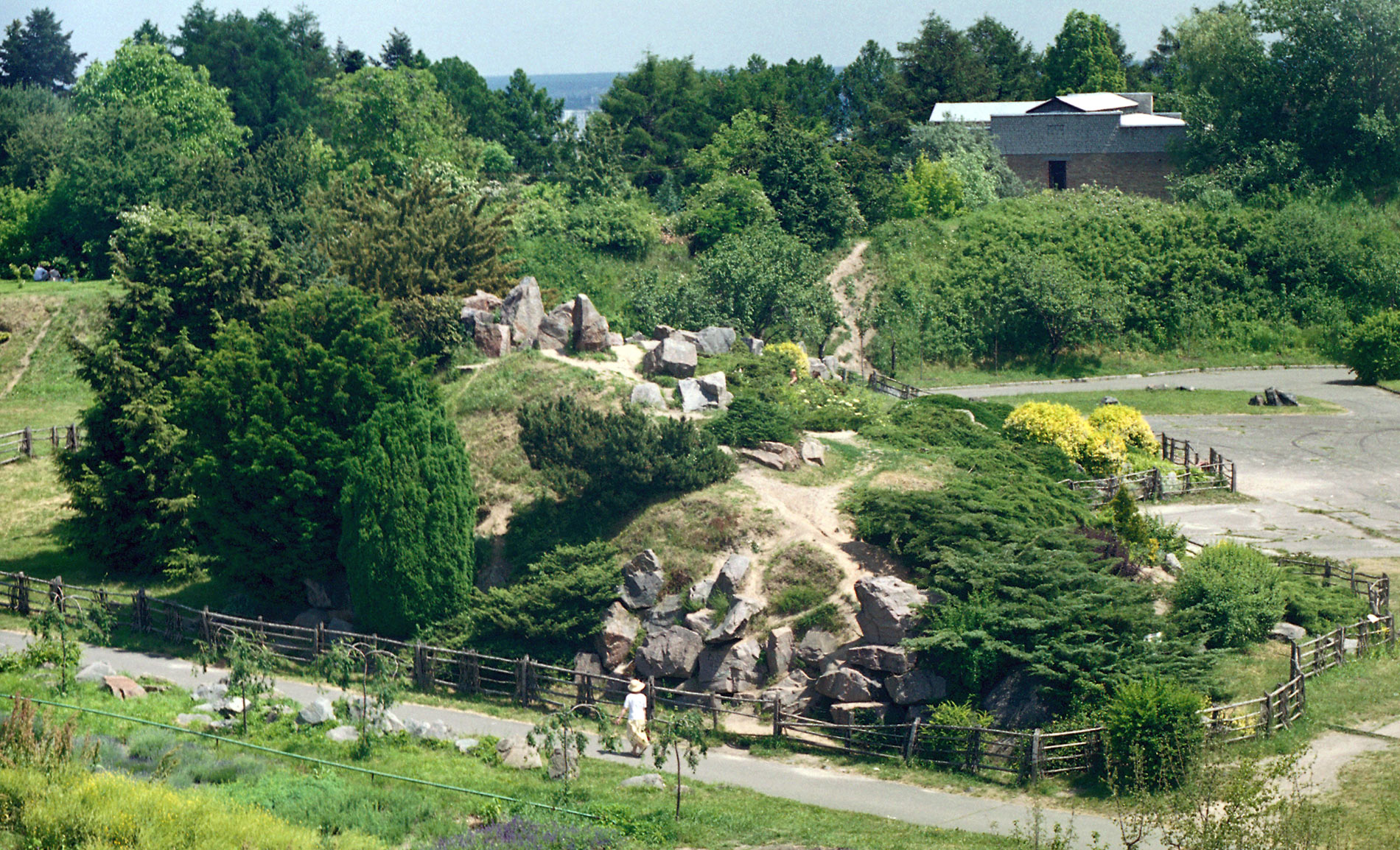
Национальный ботанический сад им. Н. Н. Гришко НАН Украины. Горный сад

После создания в 1931 году в городе Глухове Всесоюзного научно-исследовательского института конопли Николай Николаевич возглавил в нём отдел генетики и селекции. В основном он работал над решением проблемы коноплеводства — выведением новых сортов конопли, пригодных для механизированной уборки. Выведенный им сорт конопли «ОСВ-72» за выходом волокна на 35-40 % превосходил культивируемые тогда сорта, давал возможность механизировать уборку. За эти работы в 1936 году Николай Николаевич Гришко был награждён орденом Ленина и ему без защиты диссертации присвоена степень доктора сельскохозяйственных наук, а в 1937 году — учёное звание профессора. Уже в 1939 году Николая Гришко избирают действительным членом Академии наук УССР и поручают руководство Институтом ботаники Академии наук УССР. На посту директора этого института он находился с 1939 по 1944 год. Позже он также становится руководителем отдела сельскохозяйственных наук АН УССР. В 1944 году назначен директором создаваемого ботанического сада АН УССР, эту должность он занимал до 1959 года. Под его руководством была выполнена научная часть генерального плана ботанического сада, в то время как архитектурно-планировочную часть генплана выполнил академик архитектуры О. В. Власов.
Тяжёлые последствия на науки и для учёных имела начатая академиком Лысенко борьба против генетики и генетиков. Десятки учёных были освобождены от занимаемых должностей и репрессированы. Самым известным из репрессированных генетиков был выдающийся учёный Николай Иванович Вавилов, погибший в сталинских лагерях в 1943 году. К сожалению тяжкие испытания не минули и Николая Николаевича. На расширенном собрании Президиума Академии наук УССР 6 октября 1948 года академик Палладин огласил постановление Президиума: «Бюро отделов биологических и сельскохозяйственных наук и их руководители, действительные члены АН УССР Д. К. Третьяков и Н. Н. Гришко, содействовали организационному укреплению позиций сторонников лженаучного вейсманистского антимичуринского направления в отделах, где концентрировались представители морганистской генетики… Освободить действительного члена Академии наук УССР Гришко Николая Николаевича от исполнения обязанностей председателя Отдела сельскохозяйственных наук».
Фактически лишённый возможности заниматься генетикой Николай Николаевич сосредоточился на создании ботанического сада Академии наук. Этой работе он посвятил себя без остатка. Ботанический сад был открыт в мае 1964 года, но до этого события Николай Николаевич не дожил всего несколько месяцев.
За многолетний труд по созданию ботанического сада Национальный ботанический сад НАН Украины получил его имя
.